# Christian Werner
Christian Werner (ur. 27 grudnia 1943 w Gogolinie) – austriacki biskup rzymskokatolicki, ordynariusz wojskowy Austrii w latach 1994-2015.

## Życiorys
Święcenia kapłańskie otrzymał 29 czerwca 1977. 9 stycznia 1992 papież Jan Paweł II mianował go biskupem koadiutorem ordynariatu wojskowego Austrii ze stolicą tytularną Eca. Sakry biskupiej udzielił mu bp Alfred Kostelecky.
22 lutego 1994, po przejściu na emeryturę poprzednika został ordynariuszem. W 1997 otrzymał diecezję tytularną Wiener Neustadt. 16 kwietnia 2015 przeszedł na emeryturę.